# Convertisseur pentagrille

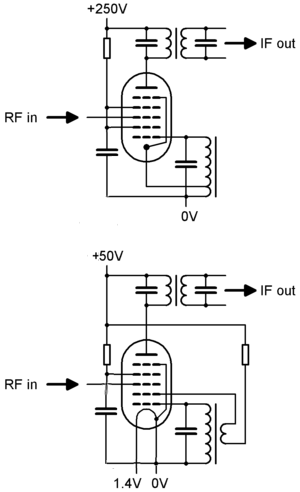
Circuits de base de convertisseurs pentagrilles auto-oscillants basés sur des heptodes.
En haut : variante à chauffage indirect ;
En bas : variante à chauffage direct, qui nécessite la mise à la masse de la cathode.

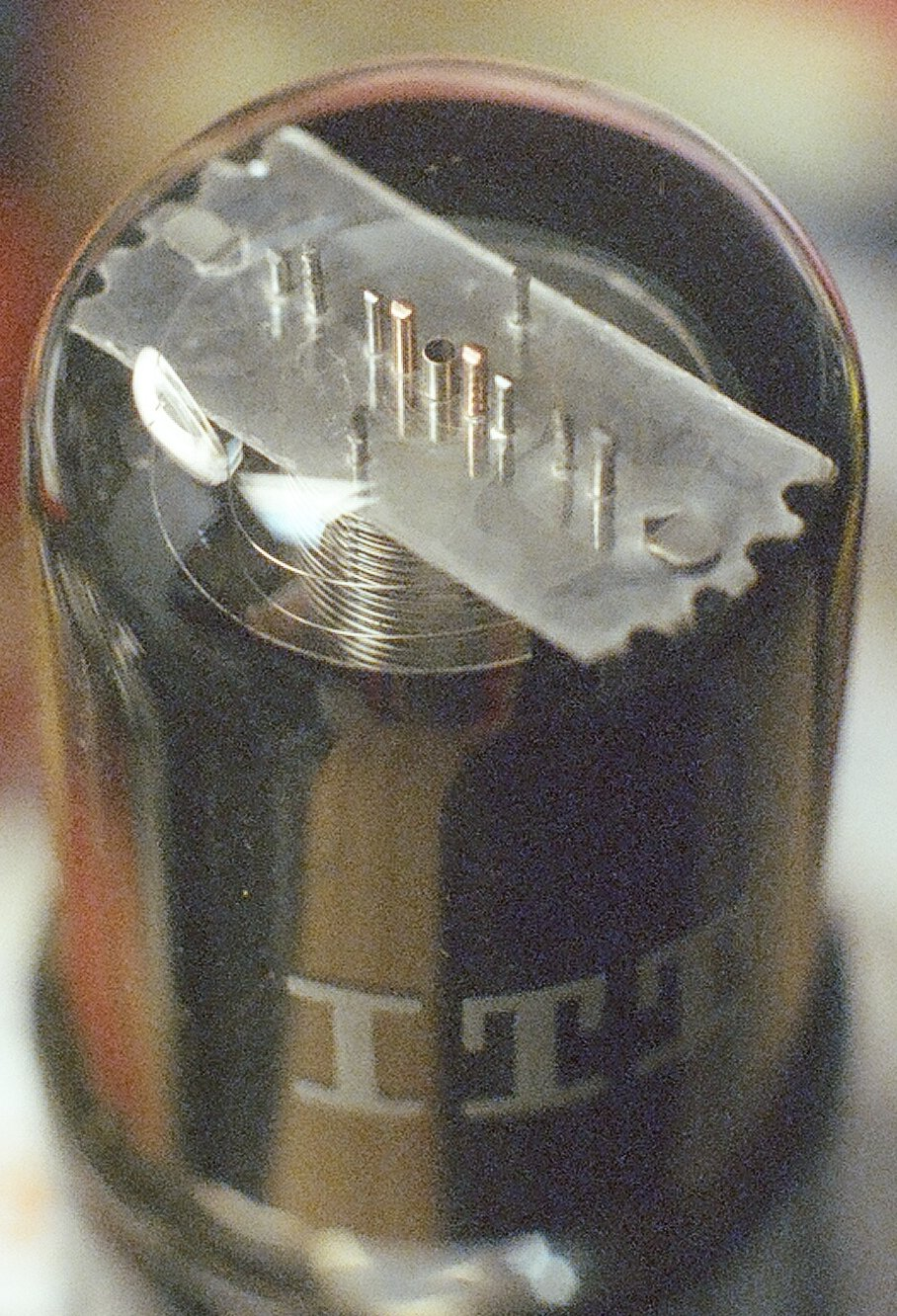
Grilles d'un convertisseur pentagrille 12SA7GT, montrant les cinq grilles.

Le convertisseur pentagrille (en anglais : pentagrid converter) est un type de valve de réception radio (tube à vide) à cinq grilles utilisé comme étage de mélangeur de fréquence d'un récepteur radio superhétérodyne.
Le convertisseur pentagrille faisait partie d'une ligne de développement de valves capables de prendre un signal RF entrant et de changer sa fréquence en une fréquence intermédiaire fixe, qui était ensuite amplifiée et détectée dans le reste du circuit du récepteur. Le dispositif était généralement appelé changeur de fréquence ou simplement mélangeur.

## Origines
Les premiers dispositifs conçus pour transposer la fréquence de la manière décrite ci-dessus semblent avoir été développés par des ingénieurs français, qui ont simplement mis deux grilles de contrôle dans ce qui aurait autrement été une valve triode ordinaire (la bi-grille). Bien qu'il s'agisse techniquement d'un dispositif à quatre électrodes, ni le terme tétrode ni la valve tétrode telle qu'elle est connue aujourd'hui n'étaient encore apparus. La bi-grille différait de la tétrode ultérieure parce que la deuxième grille (extérieure) était enroulée grossièrement par rapport à la grille d'écran de la tétrode qui devait être enroulée finement pour produire son effet d'écran. Chaque grille était capable d'accepter l'un des signaux entrants, et la non-linéarité de l'appareil produisait les fréquences de somme et de différence. La valve aurait été très inefficace, mais surtout, le couplage capacitif entre les deux grilles aurait été très important. Il aurait donc été impossible d'empêcher le signal d'une grille de se coupler à l'autre. Au moins une référence affirme que la bi-grille était auto-oscillante, mais cela n'a pas été confirmé.
En 1917, Lucien Lévy invente le récepteur superhétérodyne puis en 1918, Edwin Armstrong revendique également  cette invention en utilisant uniquement des triodes ; l'antériorité de Levy sera reconnue en 1928 par la Cour d'appel du district de Columbia. Une triode fonctionnait dans un circuit d'oscillateur local conventionnel. Une autre triode faisait office de mélangeur en couplant le signal de l'oscillateur à la cathode du mélangeur et le signal reçu à la grille. Les fréquences de somme et de différence étaient alors disponibles dans le circuit anode du mélangeur. Une fois de plus, le problème du couplage entre les circuits est toujours présent.
Peu après l'invention du superhétérodyne par Lévy, une conception d'étage de mélangeur triode a été développée qui non seulement mélangeait le signal entrant avec l'oscillateur local, mais la même valve servait également d'oscillateur. Ce mélangeur était connu sous le nom de circuit autodyne (en). Les premiers exemples avaient des difficultés à osciller sur toute la gamme de fréquences parce que la rétroaction de l'oscillateur se faisait par l'intermédiaire de la première fréquence intermédiaire. Le condensateur d'accord primaire du transformateur à fréquence intermédiaire était trop faible pour donner une bonne rétroaction. Il était également difficile d'empêcher le signal de l'oscillateur d'entrer dans le circuit de l'antenne radioélectrique.
L'invention de la tétrode a démontré l'idée d'isoler les électrodes les unes des autres en utilisant des grilles supplémentaires mises à la terre (du moins, en ce qui concerne le signal). En 1926, Philips a inventé une technique consistant à ajouter encore une autre grille pour lutter contre l'émission secondaire dont souffrait la tétrode. Tous les ingrédients du convertisseur pentagrille étaient désormais réunis.

## Pentagrille

Symbole du circuit d'un heptode.

Le développement de la valve pentagrille ou heptode (sept électrodes) était une nouveauté dans l'histoire des mélangeurs de fréquence. L'idée était de produire une seule valve qui non seulement mélangeait le signal de l'oscillateur local et le signal reçu et produisait son propre signal d'oscillateur en même temps, mais surtout qui effectuait le mélange et l'oscillation dans différentes parties de la même valve.
À première vue, l'invention de ce dispositif ne semble pas obscure, mais il semblerait qu'il ait été développé  aux États-Unis d'Amérique et au Royaume-Uni, plus ou moins en même temps. Toutefois, le dispositif britannique est différent de son homologue américain.
On sait que Donald G. Haines de chez RCA a déposé une demande de brevet pour la pentagrille le 28 mars 1933 (brevet délivré le 29 mars 1939) sous le numéro de brevet américain 2 148 266. La pentagrille figure également dans un brevet britannique (GB426802) délivré le 10 avril 1935. Cependant, la société Ferranti en Grande-Bretagne s'est lancée dans le secteur des tubes électroniques avec la première pentagrille connue produite au Royaume-Uni, le VHT4, à la fin de l'année 1933 (bien qu'il ait dû être en cours de développement et qu'il ait certainement existé sous forme de prototype bien avant cette date).
La pentagrille s'est avérée être un bien meilleur mélangeur. Comme le circuit de l'oscillateur était plus ou moins autonome, il était facile d'obtenir une bonne rétroaction pour une oscillation fiable sur toute la gamme de fréquences. Certains fabricants qui avaient adopté le mélangeur autodyne ont converti une partie, voire la totalité, de leurs modèles en mélangeurs pentagrilles.
Quel était l'objectif du développement d'un mélangeur auto-oscillant fiable ?  Les raisons étaient différentes entre le Royaume-Uni et l'Amérique. Les fabricants de radios britanniques devaient payer une redevance de 1 £ par détenteur de valve à la British Valve Association (en) pour couvrir l'utilisation des droits de brevet de leurs membres. En outre, ils ont imposé qu'il n'y ait pas plus d'une structure d'électrode dans une seule enveloppe (ce qui aurait permis d'échapper à la redevance - du moins en partie). Les Américains semblaient motivés par le désir de produire un modèle à bas prix, "sans aucune dépense", qui devait conduire au All American Five (en). En faisant en sorte que le mélangeur soit auto-oscillant, la nécessité de fournir une valve d'oscillateur séparée est évitée. Le All American Five devait utiliser un convertisseur pentagrille depuis sa première apparition en 1934, jusqu'à ce que les valves deviennent obsolètes et que les transistors prennent le relais.
Au Royaume-Uni, les cinq grilles fonctionnaient de la manière suivante. La grille 1 servait de grille d'oscillateur en conjonction avec la grille 2 qui lui servait d'anode. La grille 4 acceptait le signal entrant, les deux grilles restantes, 3 et 5, étant connectées ensemble (généralement en interne) et jouant le rôle de grilles écran pour protéger l'anode, la grille 4 et la grille 2 l'une de l'autre. La grille 2 étant une anode "fuyante", c'est-à-dire qu'elle laisse passer une partie du flux d'électrons modulé, l'oscillateur est couplé à la section de mélangeur de la valve. En fait, dans certains modèles, la grille 2 n'était constituée que des tiges de support, le fil de grille proprement dit étant omis.
En Amérique, la configuration était différente. La grille 1 servait de grille d'oscillation comme précédemment, mais dans ce cas, les grilles 2 et 4 étaient connectées ensemble (généralement en interne). La grille 2 servait à la fois d'écran et d'anode de l'oscillateur ; dans ce cas, le fil de grille devait être présent pour assurer l'écran. La grille 3 acceptait le signal entrant. La grille 4 l'écrantait à partir de l'anode, et la grille 5 était une grille de suppression pour supprimer l'émission secondaire. Cette configuration limitait la conception de l'oscillateur à un cas où l'anode de l'oscillateur était alimentée par le rail HT+ (B+). Ceci était souvent réalisé en utilisant un circuit dit oscillateur Hartley et en amenant la cathode à la prise de la bobine.
La version britannique aurait eu une émission secondaire significative et aurait également eu une région dite tetrode kink. Celle-ci était exploitée pour fournir la non-linéarité nécessaire à la production de bons signaux de somme et de différence. Les appareils américains, bien que n'ayant pas d'émission secondaire en raison de la grille de suppression, étaient néanmoins capables d'obtenir la non-linéarité requise en polarisant l'oscillateur de manière que la valve soit suralimentée. La version américaine était également un peu plus sensible car la grille qui acceptait le signal était plus proche de la cathode, ce qui augmentait le facteur d'amplification.
Le convertisseur pentagrille, sous l'une ou l'autre de ses formes, fonctionnait extrêmement bien, mais il souffrait de la limitation qu'un signal fort pouvait "tirer" la fréquence de l'oscillateur à l'écart d'un signal plus faible. Cela n'était pas considéré comme un problème majeur dans les récepteurs de radiodiffusion où les signaux étaient susceptibles d'être forts, mais cela devenait un problème lorsque l'on essayait de recevoir des signaux faibles à proximité de signaux forts. Certaines radios à ondes courtes fonctionnaient de manière tout à fait satisfaisante avec ces dispositifs. Des versions spéciales haute fréquence sont apparues après la Seconde Guerre mondiale pour les bandes FM de 100 MHz. Le 6SB7Y (1946) et le 6BA7 (1948) en sont des exemples. L'effet de traction avait un effet secondaire bénéfique en ce sens qu'il permettait un certain degré d'accord automatique.
Un autre inconvénient était que, malgré la présence des grilles d'écran, le faisceau d'électrons, modulé par les électrodes de l'oscillateur, devait toujours passer par la grille de signal, et le couplage de l'oscillateur avec le circuit de signal était inévitable. La Federal Communications Commission (FCC) américaine a commencé à exiger des fabricants de radios qu'ils certifient que leurs produits évitent ces interférences dans le cadre de la partie 15 de leurs règles. Au Royaume-Uni, le Postmaster General (qui était responsable de l'octroi des licences radio à l'époque) a établi un ensemble de règles strictes concernant les interférences radio.

## Hexode

Symbole du circuit d'un hexode.

L'hexode (six électrodes) a été développé après l'heptode ou la pentagrille. Il a été développé en Allemagne en tant que mélangeur mais a été conçu dès le départ pour être utilisé avec un oscillateur triode séparé. La configuration de la grille était donc la suivante : grille 1, entrée du signal ; grilles 2 et 4, grilles de blindage (connectées ensemble - là encore, généralement en interne) et grille 3, entrée de l'oscillateur. L'appareil n'avait pas de grille de suppression. L'utilisation de la grille 1 comme grille d'entrée du signal présentait l'avantage majeur de rendre l'appareil plus sensible aux signaux faibles.
Il n'a pas fallu longtemps pour que les structures triode et hexode soient placées dans la même enveloppe de verre, ce qui n'était pas du tout une idée nouvelle. La grille de la triode était généralement connectée en interne à la grille de l'hexode 3, mais cette pratique a été abandonnée dans les modèles ultérieurs lorsque la section mélangeur a fonctionné comme un amplificateur FI direct dans les appareils AM/FM lorsqu'ils fonctionnaient en FM, le mélange étant effectué dans une section dédiée au changement de fréquence FM.
Au départ, les fabricants britanniques ne pouvaient pas utiliser ce type de mélangeur en raison de l'interdiction de structures multiples imposée par la British Valve Association (BVA) (ils ne voulaient d'ailleurs pas utiliser de valves séparées en raison de la taxe). Une société britannique, Marconi-Osram Valve (en) (MOV), a réussi à faire appliquer les règles du cartel contre la société allemande Lissen en 1934, lorsque celle-ci a tenté de commercialiser au Royaume-Uni une radio équipée d'un mélangeur triode-hexode.
Sous la pression des fabricants britanniques, la BVA a été contrainte d'assouplir les règles et le Royaume-Uni a commencé à adopter les mélangeurs triode-hexode. Le Mullard (en) ECH35 était un choix populaire.
Une société, Osram, a fait un geste ingénieux. L'un de leurs convertisseurs pentagrilles les plus populaires était le MX40, initialement commercialisé en 1934. En 1936, ils ont mis en vente le mélangeur de fréquence triode-hexode X41. L'astuce réside dans le fait que le X41 est un remplaçant direct du MX40, compatible avec les broches. Ainsi, une radio pentagrille pouvait facilement être convertie en triode-hexode sans aucune autre modification du circuit.
L'Amérique n'a jamais vraiment adopté la triode-hexode et elle a été rarement utilisée, bien que la triode-hexode 6K8 ait été mise à la disposition des fabricants en 1938.
Dans certains modèles, une grille de suppression a été ajoutée pour produire un autre modèle d'heptode. L'ECH81 de Mullard est devenu populaire avec le passage aux valves miniatures à neuf broches.

## Octode

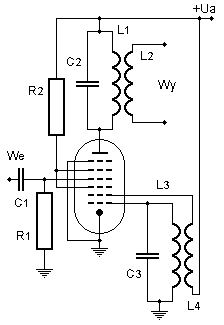
Circuit de conversion pentagrille basé sur l'octode.

Bien qu'il ne s'agisse pas strictement d'une pentagrille (en ce sens qu'il a plus de cinq grilles), l'octode (huit électrodes) fonctionne néanmoins sur le principe de la pentagrille. Il résulte simplement de l'ajout d'une grille supplémentaire à la version britannique de l'heptode pentagrille. Cet ajout visait principalement à améliorer la séparation entre l'antenne et l'oscillateur et à réduire la consommation d'énergie pour les postes de radio fonctionnant avec des piles sèches, qui devenaient de plus en plus populaires.
En Amérique du Nord, le seul octode fabriqué était le 7A8. Introduite par Sylvania (en) en 1939 (et utilisée principalement par Philco (en)), cette valve était le produit de l'ajout d'une grille de suppression au type 7B8, qui était la version pour support Locktal du type 6A7. L'ajout du suppresseur a permis à Sylvania de réduire le courant du chauffage à 6,3 volts de 320 milliampères à 150 milliampères tout en conservant la même transconductance de conversion (550 microsiemens). Cela a permis à Philco d'utiliser cette valve dans toutes les gammes de radios pendant les années 1940.
L'octode Philips EK3 était appelée "octode à faisceau". La nouveauté de cette conception résidait dans le fait que les grilles 2 et 3 étaient construites comme des plaques de formation de faisceau. Philips prétendait ainsi que le faisceau d'électrons de l'oscillateur et les faisceaux d'électrons du mélangeur étaient séparés autant que possible et que l'effet de traction était ainsi minimisé. Aucune information n'est disponible quant au degré de réussite. Les informations du fabricant précisent également que les performances élevées de la vanne ont pour prix un courant de chauffage élevé de 600 mA, soit le double de celui des types plus conventionnels.

## Pentode
L'utilisation d'une pentode semblerait un choix improbable pour un convertisseur de fréquence parce qu'elle n'a qu'une seule grille de contrôle. Cependant, pendant la Grande Dépression, de nombreux fabricants de radios américains ont utilisé des pentodes de types 6C6, 6D6, 77 et 78 dans leurs récepteurs AC/DC les moins chers parce qu'elles étaient moins chères que les pentagrilles de type 6A7. Dans ces circuits, le suppresseur (grille 3) agissait comme la grille de l'oscillateur, et la valve fonctionnait de la même manière qu'une véritable pentagrille.
Une société britannique, Mazda/Ediswan, a produit un changeur de fréquence triode-pentode, l'AC/TP. Conçu pour les radios à courant alternatif bon marché, l'appareil était délibérément conçu pour permettre à des signaux puissants de tirer l'oscillateur sans risquer de faire rayonner le signal de l'oscillateur à partir de l'antenne. La cathode était commune aux deux sections de la valve. La cathode était connectée à une bobine secondaire sur la bobine de l'oscillateur et couplait ainsi l'oscillateur dans la section du mélangeur pentode, le signal étant appliqué à la grille 1 de manière conventionnelle. L'AC/TP faisait partie de la gamme de valves AC/ conçues pour les radios bon marché. Elles étaient considérées comme durables pour l'époque (même le changeur de fréquence AC/TP, qui était normalement gênant). Toutes les valves AC/ que l'on rencontre aujourd'hui sont probablement neuves, car les ateliers de maintenance ont stocké des pièces de rechange qui étaient rarement nécessaires.

## Nomenclature
Afin de distinguer les deux versions de l'heptode, les données des fabricants les décrivent souvent comme "heptode de type hexode" pour un heptode sans grille de suppression, et un "heptode de type octode", où une grille de suppression est présente.

## Exemples

### Véritables pentagrilles
- 2A7 et 6A7 - La première des pentagrilles RCA, 1933
- VHT1 - Pentagrilles Ferranti, 1933
- MX40 - Pentagrille Osram, 1934
- 6SA7 et 6BE6/EK90 - Pentagrilles produites par RCA, Mullard, etc.
- 6SB7Y et 6BA7 - Pentagrilles VHF, 1946
- 1LA6 et plus tard 1L6 (en) - Pentagrilles pour batterie pour Zenith Trans-Oceanic et d'autres radios portables à ondes courtes haut de gamme.
- DK91/1R5, DK92/1AC6, DK96/1AB6, DK192 - Pentagrilles pour batterie
- 1C8, 1E8 - Pentagrilles pour piles subminiatures

### Octodes (fonctionnant sur le principe de la pentagrille)
- EK3 - Octode à faisceau produit par Philips
- 7A8 - Le seul octode produit en Amérique par Sylvania, 1939

### Triode/hexode (ne fonctionnant pas sur le principe de la pentagrille)
- X41 - Osram triode-hexode, 1936 ; remplacement de MX40 ci-dessus par un plug-in
- ECH35 - triode-hexode Mullard
- ECH81 (Soviétique 6И1П) - Mullard triode-heptode de type octode
- 6K8 - Triode-hexode américaine, 1938

Cette liste n'est pas exhaustive.